# Manganostibite
La manganostibite è un minerale.